# Anterhynchium gamma
Anterhynchium gamma är en stekelart som beskrevs av Schulthess 1928. Anterhynchium gamma ingår i släktet Anterhynchium och familjen Eumenidae. Inga underarter finns listade i Catalogue of Life.